# Step Up (película)
Step Up (2006) —en español: «Un paso adelante»— es una película de baile/romántica dirigida por Anne Fletcher y protagonizada por Channing Tatum y Jenna Dewan. 
Ambientada en Baltimore, Maryland, la película sigue la historia del desfavorecido Tyler Gage (Channing Tatum) y la privilegiada bailarina moderna Nora Clark (Jenna Dewan), ambos se encuentran atrapados en una situación que determinará sus futuros. Al darse cuenta de que solo tienen una oportunidad, deciden trabajar juntos.
Luego se lanzó una secuela de la película titulada Step Up 2: The Streets, la cual fue estrenada el 14 de febrero de 2008. Después se dio una tercera entrega estrenada en 2010, titulada Step Up 3D. En el año 2012 se estrenó una cuarta película titulada Step Up Revolution. En el año 2014 fue estrenada la quinta entrega Step Up: All In. En el año 2019, se estrenó un spin-off de la saga, llamado Step Up: Year of the Dance.

## Argumento
Tyler Gage (Channing Tatum) ha crecido y pasado toda su vida en los barrios más peligrosos de la ciudad de Baltimore y sabe que es poco probable que alguna vez salga de ahí. Un día, tras un roce con la ley, Tyler es sentenciado a realizar un servicio comunitario en la Escuela de Artes de Maryland. Allí conoce a Nora (Jenna Dewan), una atractiva bailarina que está buscando desesperadamente a alguien que sustituya a su compañero, de baja por accidente, antes de la importantísima Exhibición Senior de la escuela. Espiando los movimientos de Tyler, Nora no puede evitar notar que tiene un talento natural sin pulir. Decide arriesgarse con Tyler pero, cuando empiezan a entrenar, la tensión entre ellos y sus orígenes tan opuestos, hacen combustión. Lo único que separa a Tyler del vacío son sus sueños de salir de las calles, y lo único que se interpone en el brillante futuro de Nora es la Exhibición Senior. Ahora, con tanto en riesgo, Tyler tendrá solo una presentación para probarle a Nora, y a sí mismo, que puede ascender a una vida mucho mejor de lo que jamás imaginó.

## Reparto
- Channing Tatum como Tyler Gage, personaje masculino principal.
- Jenna Dewan como Nora Clark, personaje femenino principal.
- Mario Dewar Barrett como Miles Darby.
- Drew Sidora como Lucille "Lucy" Avila.
- Damaine Radcliff como Mac Carter.
- De'Shawn Washington III como Skinny Carter.
- Alyson Stoner como Camille Gage, hermana de Tyler Cage.
- Rachel Griffiths como Director Gordan.
- Josh Henderson como Brett Dolan.
- Heavy D como Omar.

## Formatos Caseros
Esta película Fue lanzamiento en DVD y Blu-ray el 19 de diciembre de 2006, y en Blu-ray 3D el 3 de julio de 2012.

## Banda sonora
| #   | Título                              | Artista                          |
| --- | ----------------------------------- | -------------------------------- |
| 1.  | "'Bout It"                          | Yung Joc featuring 3LW           |
| 2.  | "Get Up"                            | Ciara featuring Chamillionaire   |
| 3.  | "(When You Gonna) Give It up to Me" | Sean Paul featuring Keyshia Cole |
| 4.  | "Show Me the Money"                 | Petey Pablo                      |
| 5.  | "80's Joint"                        | Kelis                            |
| 6.  | "Step Up"                           | Samantha Jade                    |
| 7.  | "Say Goodbye"                       | Chris Brown                      |
| 8.  | "Dear Life"                         | Anthony Hamilton                 |
| 9.  | "For The Love"                      | Drew Sidora featuring Mario      |
| 10. | "Ain't Cha"                         | The Clipse                       |
| 11. | "I'mma Shine"                       | Youngbloodz                      |
| 11. | "los adolescentes"                  | jugando a ganar                  |
| 12. | "Feelin' Myself"                    | Dolla                            |
| 13. | "Til The Dawn"                      | Drew Sidora                      |
| 14. | "Lovely"                            | Deep Side                        |
| 15. | "U Must Be"                         | Gina Rene                        |
| 16. | "Made"                              | Jamie Scott                      |

## Premios y nominaciones
| Año  | Categoría                                                     | Premio              | Nominado                     | Resultado |
| ---- | ------------------------------------------------------------- | ------------------- | ---------------------------- | --------- |
| 2007 | Choice Movie Dance                                            | Teen Choice Award   | Jenna Dewan & Channing Tatum | Ganadores |
| 2007 | Choice Movie Actor: Drama                                     | Teen Choice Award   | Channing Tatum               | Nominado  |
| 2007 | Choice Movie Drama                                            | Teen Choice Award   | Step Up                      | Nominado  |
| 2007 | Best Performance in a Feature Film - Supporting Young Actress | Young Artist Awards | Alyson Stoner                | Nominada  |

## Secuela
La película fue seguida por cuatro secuelas: Step Up 2: The Streets (2008), Step Up 3D (2010), Step Up Revolution (2012) y Step Up: All In (2014); y un spin-off: Step Up: Year of the Dance (2019).